# ألفارو غارسيا (لاعب كرة قدم)
ألفارو غارسيا (بالإسبانية: Álvaro García)‏ هو لاعب كرة قدم إسباني في مركز الدفاع، ولد في 1 يونيو 2000 في قونكة في إسبانيا. لعب مع إسبانيول ب.

## وصلات خارجية
- ألفارو غارسيا (لاعب كرة قدم) على موقع قاعدة بيانات كرة القدم.إي يو (الإنجليزية)
- ألفارو غارسيا (لاعب كرة قدم) على موقع Soccerway.com (الإنجليزية)